# Per Sicking
Per Sicking, född 1979, är svensk journalist, författare och förläggare. 
Han var mellan mars 2013 och januari 2016 chefredaktör på Fria Tidningen, och är sedan 2018 ledarskribent på tidningen Flamman. Han är också förläggare på Verbal förlag och har skrivit flera böcker som getts ut av förlaget.

## Böcker
- Björklund, Per (2011). Arvet efter Mubarak: Egyptens kamp för frihet. Stockholm: Verbal
- Al Naher, Somar & Björklund, Per (2015). Syrien: revolutionen, makten och människorna. 1. uppl. Stockholm: Verbal
- Björklund, Per (2017). Kasinolandet: bostadsbubblan och den nya svenska modellen. Bagarmossen: Verbal